# Atterraggio proibito
Atterraggio proibito (The Astronauts Must Not Land) è un romanzo di fantascienza del 1963 dello scrittore inglese John Brunner.

## Storia editoriale
Il romanzo fu pubblicato dalla Ace Books nel 1963 con il titolo The Astronauts Must Not Land e nel 1973 fu ripubblicato da Dell Publishing, con il titolo More Things in Heaven.
Il romanzo è stato tradotto in italiano per la Arnoldo Mondadori Editore nel marzo 1964 nella collana Urania e più volte ripubblicato.

## Trama
A Quito, capitale mondiale delle esplorazioni spaziali, si è in attesa del rientro da Alpha Centauri della nave esploratrice Starventure. Anche David Drummond e la sua fidanzata Carmela Hermanos sono in attesa del rientro dei rispettivi fratelli, imbarcati sulla nave.
Durante l'avvicinamento alla terra, mostruose figure si materializzano nei cieli e sia Carmela che David sono sicuri di aver visto i loro parenti camminare per Quito.
Arrivata nell'orbita terrestre la Starventure non è lasciata atterrare, provocando dapprima sorpresa e poi sgomento, anche perché questo ritardo è messo in relazione alla comparsa di altri mostri nei cieli.
David, come giornalista e fratello di Leon, uno degli astronauti, riesce ad imbarcarsi su un traghetto per la Starventure, minacciando uno scandalo, e scopre che il ritardo nello sbarco è dovuto al fatto che i corpi degli astronauti non sono più umani, anche se la personalità è rimasta intatta.
A terra si decide di ritrovare i presunti sosia degli astronauti, che appaiono in grandi città discorrendo con le folle di filosofia, scienza e religione.
David trova a Quito il fratello di Carmela. Il sosia gli spiega che in effetti la terra è un sub-universo, parte di un universo più grande e più evoluto e la Starventure, viaggiando nell'iperspazio, ha messo in contatto i due universi.
Alla fine gli umani rimangono in osservazione per capire se potranno essere integrati nell'universo più ampio, e i sosia abbandonano i corpi restituendoli agli astronauti.

## Edizioni
- John Brunner, The Astronauts Must Not Land, Ace Books, 1963.
- John Brunner, More Things in Heaven, Dell Publishing, 1973.
- John Brunner, Atterraggio proibito, traduzione di Cesare Scaglia, collana Urania n° 330, Arnoldo Mondadori Editore, 1964.
- John Brunner, Atterraggio proibito, traduzione di Cesare Scaglia, copertina di Karel Thole, collana Urania n° 706, Arnoldo Mondadori Editore, 1976.
- John Brunner, Atterraggio proibito, traduzione di Cesare Scaglia, copertina di Oscar Chichoni, collana Classici Urania n° 105, Arnoldo Mondadori Editore, 1985,  p. 175.